# 佐藤光 (政治家)
佐藤 光（さとう ひかる、1969年6月5日 - ）は、日本の政治家。神奈川県茅ヶ崎市長（2期）。元神奈川県議会議員（5期）。

## 来歴
神奈川県茅ヶ崎市生まれ。茅ヶ崎市立梅田小学校、茅ヶ崎市立梅田中学校卒業。1988年（昭和63年）3月、神奈川県立藤沢工業高等学校建築学科卒業。渡米し、フィンランディア大学一般教養学部、ミシガン州立フェイリス大学建築学部、同大学ファシリティーマネージメント学部などを卒業。
帰国後の1995年（平成7年）、河野洋平の秘書となる。1996年（平成8年）、河野太郎の秘書となる。1998年（平成10年）、河野太郎事務所を退職。
1999年（平成11年）の神奈川県議会議員選挙の茅ヶ崎市選挙区（定数3）に自民党公認で立候補し初当選。なおこの選挙において同じく自民党公認で出馬した元市議の藤間明男は次点で落選した。
2012年（平成24年）、自民党神奈川県議団団長に就任。2015年（平成27年）、5期目の当選。2017年（平成29年）、議長就任。
2018年（平成30年）10月4日、茅ヶ崎市長の服部信明が脳出血のため死去。これに伴って11月18日に行われた市長選挙に自民党・公明党の推薦を得て立候補。一般社団法人顧問の鈴木毅（立憲民主党・自由党・社民党推薦、共産党支持）ら2候補を破り、初当選を果たした。投票率は40.86％で、過去最低を記録した。
※当日有権者数：201,071人 最終投票率：40.86%（前回比：5.51pts）
| 候補者名 | 年齢 | 所属党派 | 新旧別 | 得票数   | 得票率 | 推薦・支持                                        |
| -------- | ---- | -------- | ------ | -------- | ------ | ------------------------------------------------- |
| 佐藤光   | 49   | 無所属   | 新     | 53,586票 | 66.31% | （推薦）自民党・公明党                            |
| 鈴木毅   | 63   | 無所属   | 新     | 20,547票 | 25.43% | （推薦）立憲民主党・自由党・社民党 （支持）共産党 |
| 桂秀光   | 62   | 無所属   | 新     | 6,676票  | 8.26%  |                                                   |

同年11月20日、当選証書の交付を受けて正式に第20代茅ヶ崎市長に就任した。
2022年10月30日に行われた市長選挙で新人2人を破り再選。
※当日有権者数：204,454人 最終投票率：34.69%（前回比：6.17pts）
| 候補者名   | 年齢 | 所属党派 | 新旧別 | 得票数   | 得票率 | 推薦・支持             |
| ---------- | ---- | -------- | ------ | -------- | ------ | ---------------------- |
| 佐藤光     | 53   | 無所属   | 現     | 42,831票 | 61.34% | （推薦）自民党・公明党 |
| 藤村優佳理 | 52   | 無所属   | 新     | 22,569票 | 32.32% |                        |
| 桂秀光     | 66   | 無所属   | 新     | 4,429票  | 6.34%  | （推薦）NHK党          |

## 市政
- 2020年（令和2年）5月13日、新型コロナウイルス感染症の拡大を受け、自身と副市長2人と教育長の6月と12月の期末手当（ボーナス）を減額すると発表した。また、管理職職員（一部を除く）の期末手当についても減額する。減額率は市長20％、副市長15％、教育長10％、管理職8％。減額規模は総額約3650万円[11]。
- 同年11月19日、LGBTなど性的少数者のカップルが婚姻に相当する関係にあると認める「パートナーシップ宣誓制度」を導入すると発表した。同制度は2021年（令和3年）4月1日に導入された[12][13][14]。